# Tatsuya Tanaka (football, 1992)
Pour les articles homonymes, voir Tatsuya Tanaka.
Tatsuya Tanaka (田中 達也, Tanaka Tatsuya), né le 9 juin 1992, est un footballeur japonais.

## Biographie
Tanaka commence sa carrière professionnelle en 2011 avec le club du Roasso Kumamoto, club de J2 League. En 2016, il est prêté au FC Gifu. En 2017, il retourne au Roasso Kumamoto. En 2019, il est transféré au Gamba Osaka, club de J1 League. En juillet 2019, il est transféré au Oita Trinita. Il dispute un total de 37 matchs en J1 League avec le club. En 2021, il est transféré au Urawa Reds.